# Lodžské ghetto

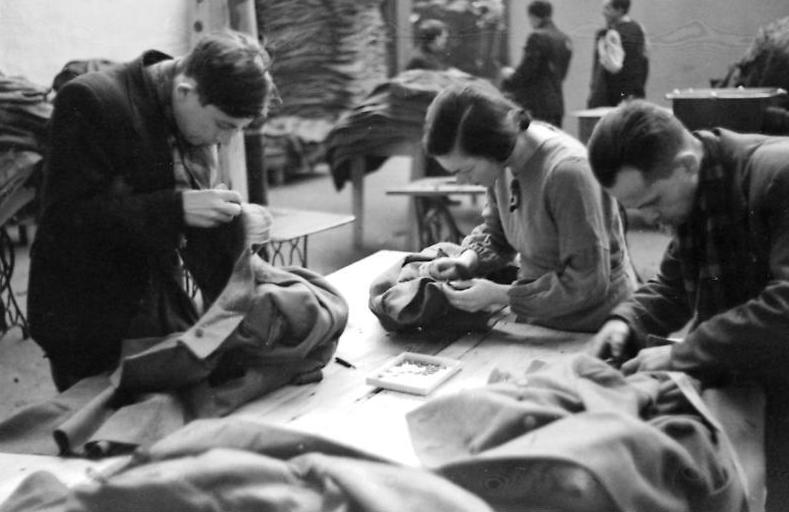
Židé v ghettu opravují oděvy Židů, kteří byli odesláni do koncentračních táborů. Opravené oděvy (s odstraněnou Žlutou hvězdou) byly následně přidělovány etnickým Němcům (fotografie z roku 1941).

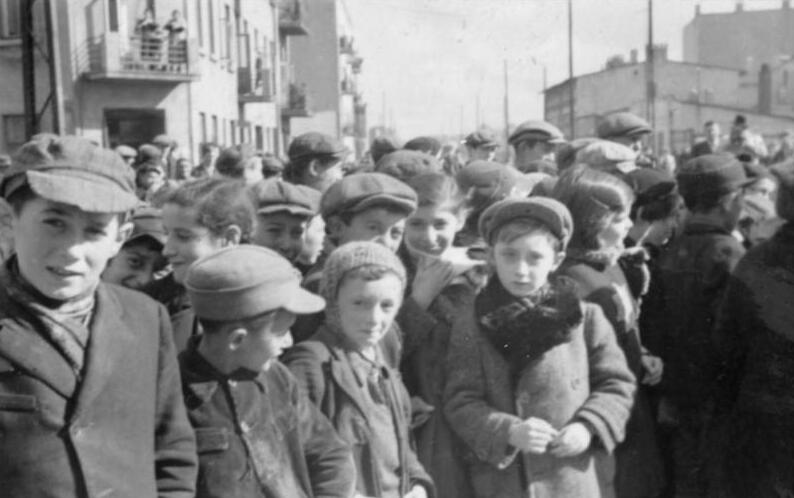
Dětští obyvatelé ghetta (fotografie z roku 1940).

Lodžské ghetto (německy Litzmannstadt Ghetto; jidiš לאדזשער געטא; Lodżer geto; ליצמאנשטאטער געטא; Licmansztoter geto) bylo židovské ghetto nacházející se v nacisty okupované Lodži (od dubna 1940 – Litzmannstadt). V archivních dokumentech je možné najít zkrácenou formu „L-Stadt – Getto“, od zkratky názvu města všeobecně používané Němci.

## Historie
Formálně bylo ghetto založeno 8. února 1940, definitivně bylo uzavřeno a odděleno od zbytku města 30. dubna 1940. Nejprve byli v ghettu zavřeni židé nacházející se v té době na území města. Jednalo se cca o 140 tis. osob. Později, v letech 1941–1942, sem bylo přesídlováno židovské obyvatelstvo z ghett likvidovaných na území lodžského vojvodství. Následně, na konci roku 1941, přibližně 5 tis. Sinti a Romů z rakousko-maďarského pohraničí (tzv. Burgenland; listopad 1941) a na závěr, v 2. pol. r. 1942, téměř 20 tis. židů ze západní Evropy (mj. z Německa, Beneluxu) a pražských židů. Lodžským ghettem prošlo celkem asi 160 000 osob.
Vězni ghetta v Lodži byli mimo jiné Pavel Eckstein (1911–2000) – český muzikolog, hudební kritik a dramaturg Pražského jara a opery Národního divadla v Praze, František Kafka – český právník, doktor práv, advokát, spisovatel, Paul Kornfeld – expresionistický dramatik, který pracoval pro Maxe Reinhardta (zemřel v ghettu roku 1942 a je pohřben na židovském hřbitově v Lodži), sestry Franze Kafky– Valerie a Gabriela, které zemřeli v místě vyhlazování Polských Židů v roce 1942 v Chełmnu na Ner (Kulmhof).
Lodžské ghetto bylo první ghetto na území Polska, které bylo plně odizolováno od zbytku města, po varšavském ghettu největší a jediné, které vydrželo téměř do konce německé okupace (zlikvidováno v srpnu 1944).